# Šport u 1952.
◄◄ | ◄ | 1949. | 1950. | 1951. | 1952.  | 1953. | 1954. | 1955. | ► | ►►
Arhitektura • Astronautika • Astronomija • Biologija • Film • Fotografija • Glazba • Kazalište • Kemija • Kiparstvo • Knjige • Književnost • Kršćanstvo • Meteorologija • Medicina • Planinarstvo • Politika • Pravo • Promet • Slikarstvo • Strip • Šport • Televizija • Znanost • Zrakoplovstvo • Željeznički promet
Šport u 1952.

## Svijet

### Natjecanja

#### Svjetska natjecanja
- Od 19. srpnja do 3. kolovoza – XV. Olimpijske igre – Helsinki 1952.

### Osnivanja
- KK Budućnost Podgorica, crnogorski košarkaški klub

## Hrvatska i u Hrvata

### Natjecanja

#### Pojedinačni športovi
- Održan 1. Jadranski rally.[1]

### Osnivanja
- Hrvatski boćarski savez
- NK Dugopolje, hrvatski nogometni klub

## Vanjske poveznice
|  | Zajednički poslužitelj ima još gradiva o temi Šport u 1952. |